# Université de Thessalie
L’université de Thessalie (en grec moderne : Πανεπιστήμιο Θεσσαλίας) est située en Thessalie en Grèce. Elle fut fondée en 1984. Son siège central est à Vólos, mais elle a aussi des campus à Larissa, Trikala et Karditsa.
Elle est composée de 4 écoles (Lettres, Ingénierie, Agronomie et Soins de santé) et de 3 départements indépendants (Éducation physique et sportive et Sciences du sport, Médecine vétérinaire, et Économie).
Dans la ville de Vólos, l'université de Thessalie occupe plusieurs bâtiments de l'ancienne Cigaretterie Matsággos.